# Kings Road House
Pour les articles homonymes, voir Kings, King's Road et House.
Kings Road House ou Schindler House ou Schindler Chace House est une maison d'architecte expérimentale historique d'avant-garde, de style mouvement moderne et architecture californienne moderne, construite en 1922 par l'architecte autrichien-californien Rudolf Schindler (1887-1953) à West Hollywood près de Los Angeles en Californie. Considérée par certains comme le premier chef-d'œuvre de maison moderne et emblématique de l'histoire de l'architecture, actuel musée, elle est classée au Registre national des lieux historiques.

## Histoire
Alors qu'il travaille au début de sa carrière pour le célèbre architecte américain Frank Lloyd Wright, pour qui il réalise entre autres  Hollyhock House à Los Angeles en 1921, Rudolf Schindler commence à prendre des commandes à son compte, et construit alors sa maison d'architecte bureau d'études personnelle « Kings Road House » avec son ami ingénieur Clyde Chace (qui a travaillé pour Irving Gill et ses maisons cubiques) sur King Road à West Hollywood près de Los Angeles.  

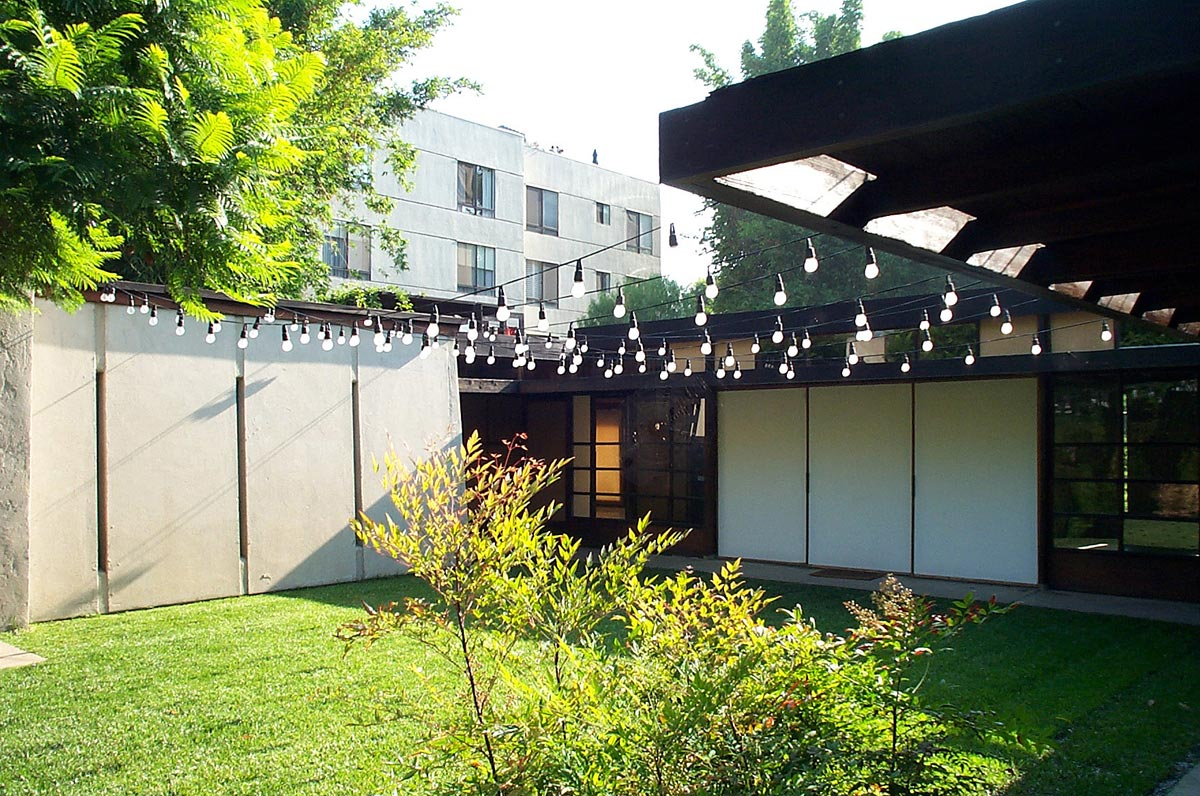
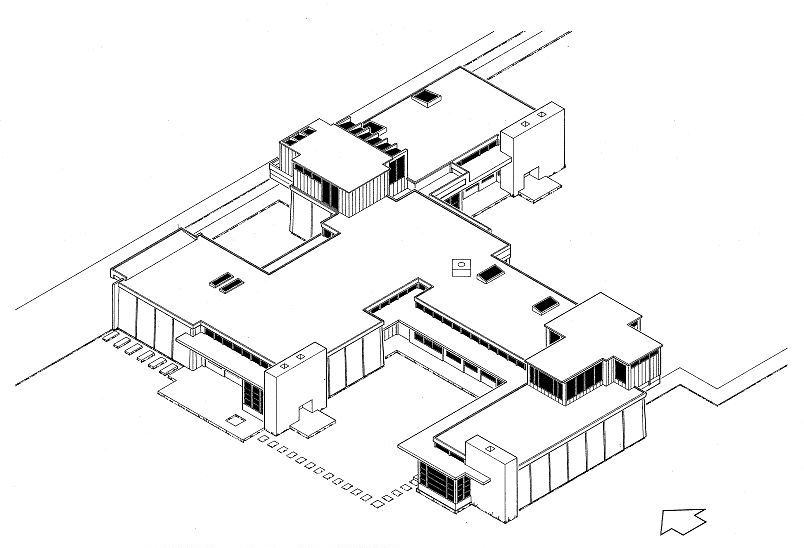
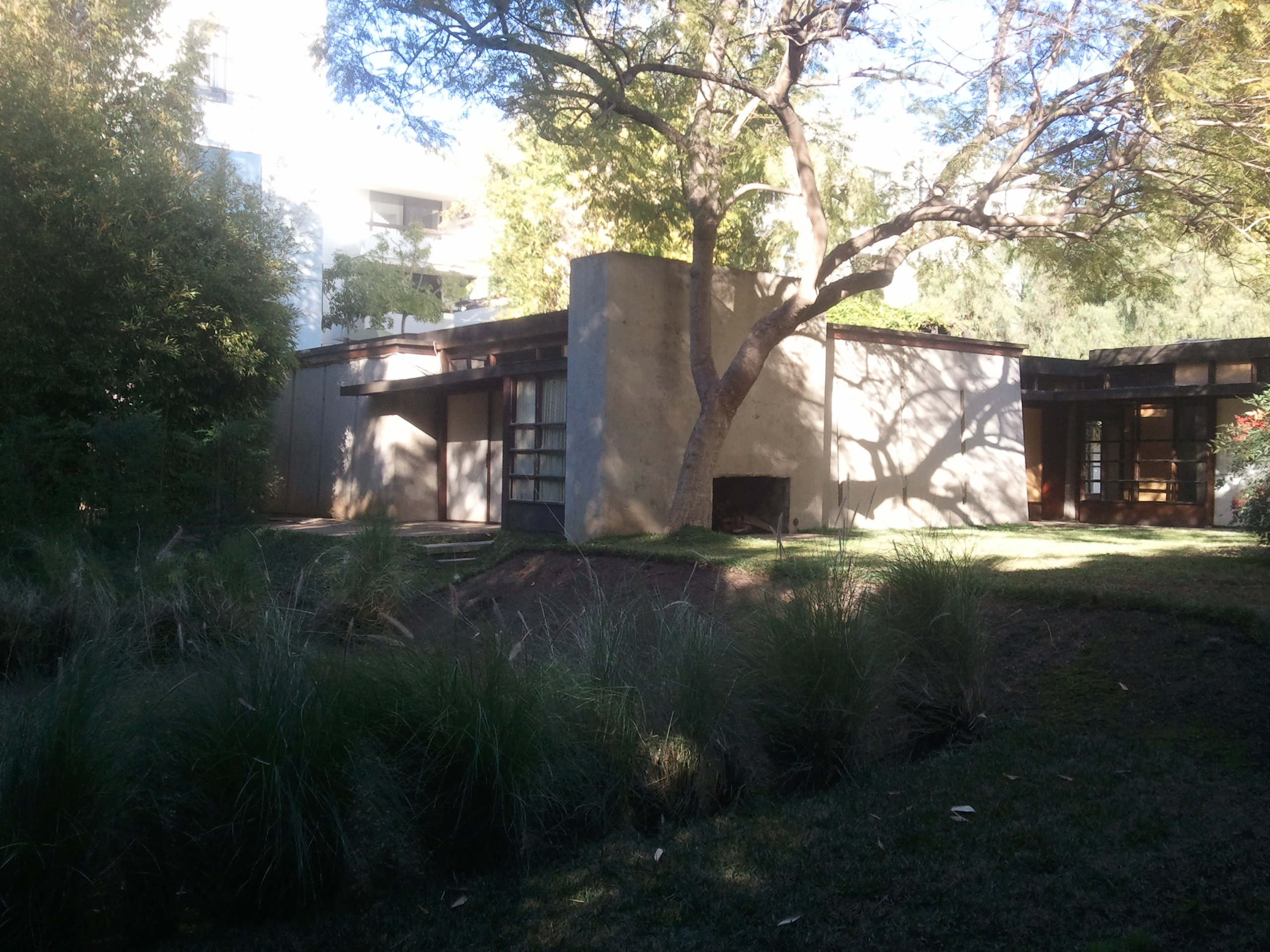

Cette maison expérimentale d'avant-garde est inspirée entre autres par ses vacances de 1921, en immersion dans la nature dans des bungalow du village Curry Village, California (en) du parc national de Yosemite de la Sierra Nevada, du recueil de 100 lithographies Wasmuth portfolio de 1910 de Frank Lloyd Wright, des cinq points de l'architecture moderne de Le Corbusier (comment Schindler peut-il être influencé par Le Corbusier alors que cette maison est antérieure? En revanche, Schindler qui est Viennois connait Adolf Loos) et des constructions préfabriquées sur place qu'il a étudié lorsqu'il travaillait pour le cabinet d'architecture Ottenheimer, Stern, and Reichert (OSR) de Chicago...

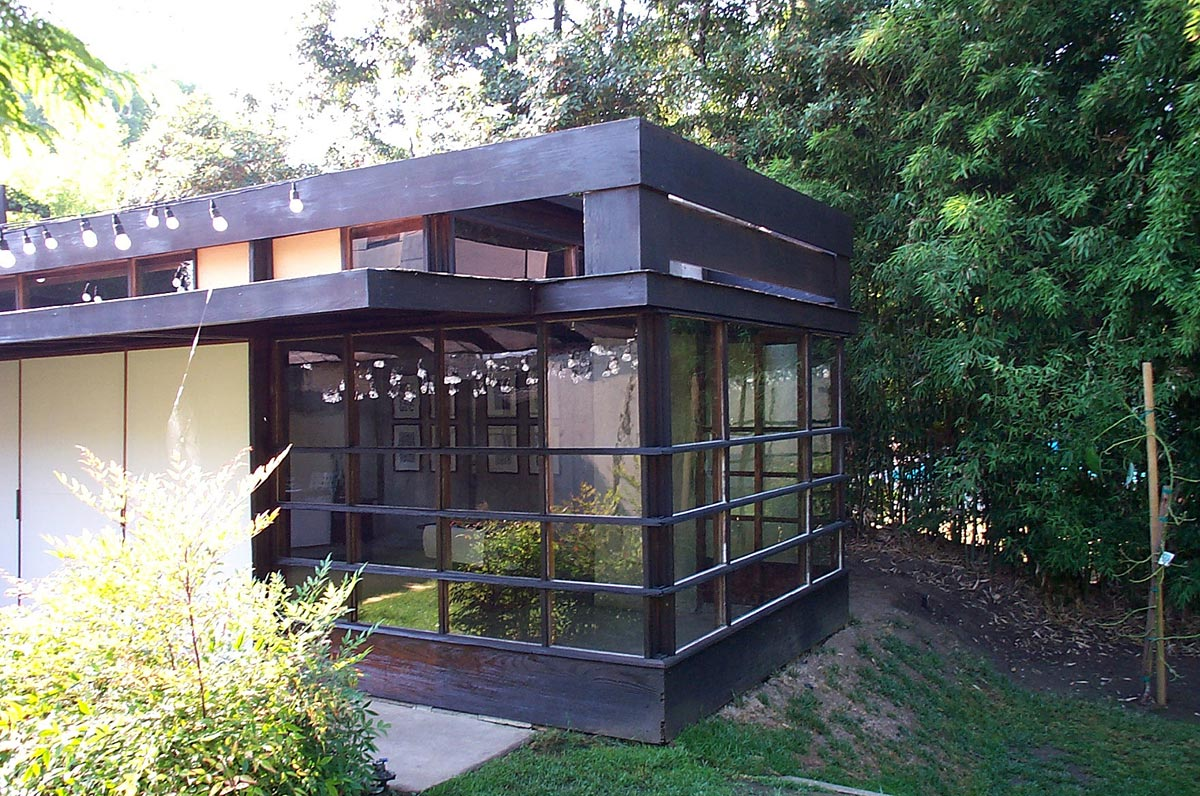
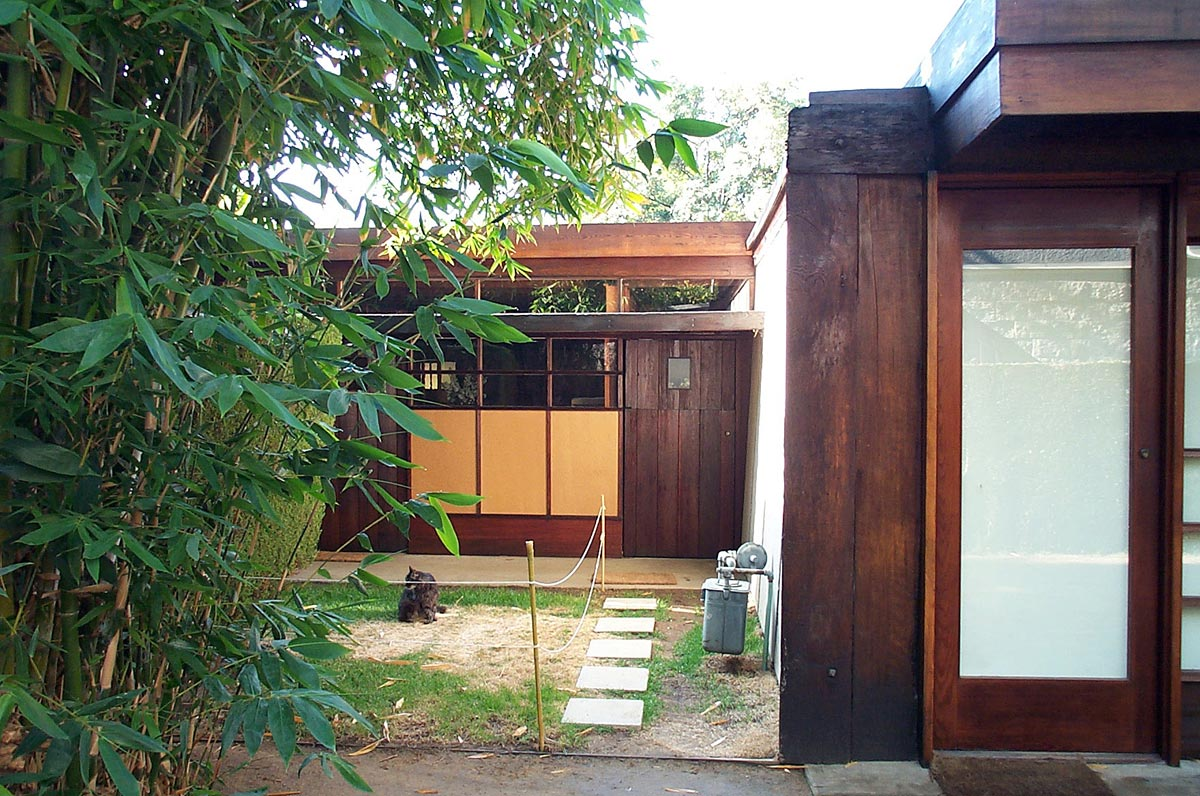
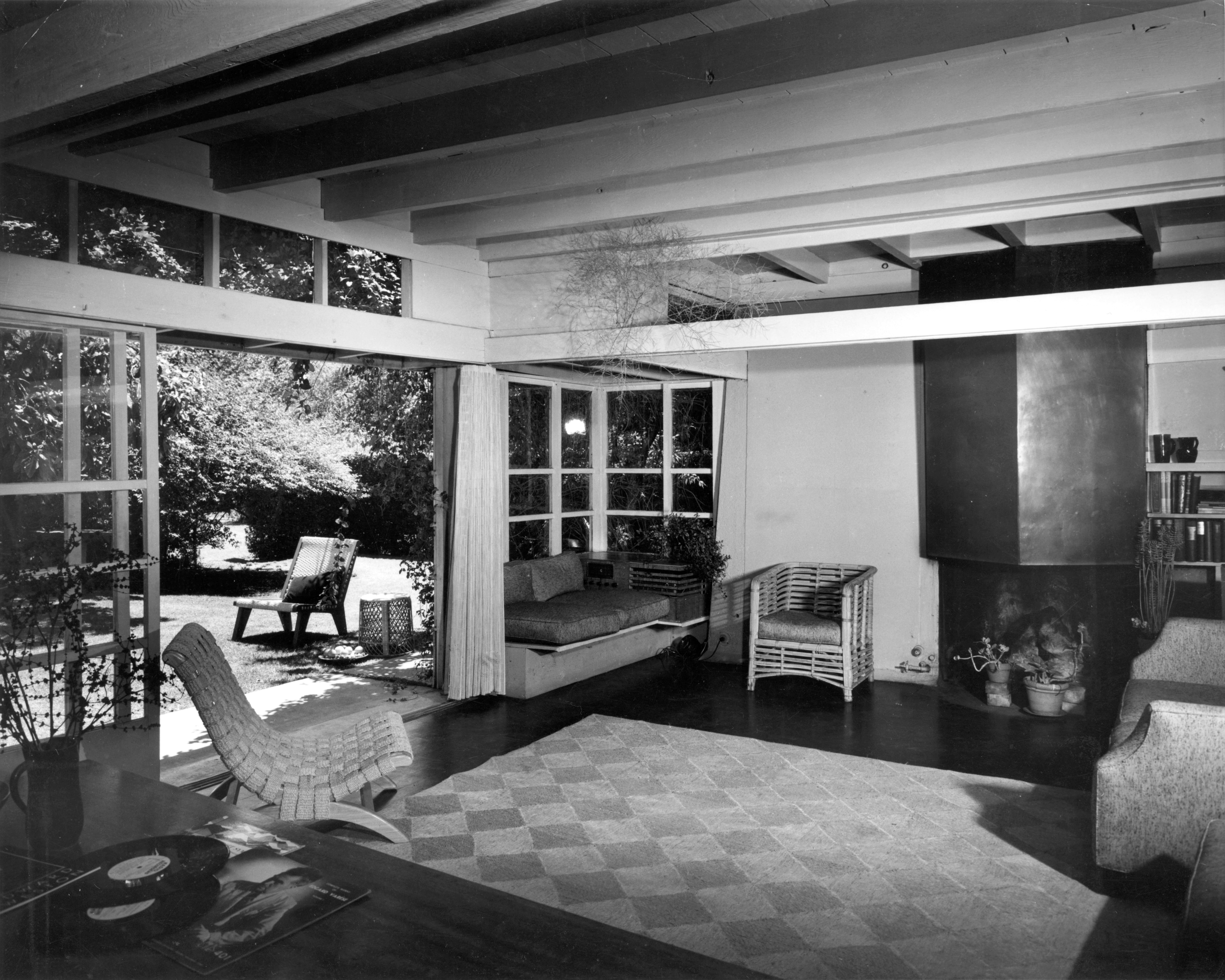

Kings Road House est environ 330 m² en forme de plusieurs « L » entrelacés, constituée de 4 studios reliés par une buanderie multifonctions aménageables en cuisine, trois salles de bain, de patios, et de deux petits bungalows en bois sur les toits-terrasses (utilisables en chambres inspirées du camping de ses précédentes vacances) le tout sur un terrain paysagé d'environ 4000 m². Le bâtiment est fabriqué avec des murs en panneau en béton moulé préfabriqués sur place, des panneaux en bois de séquoia, des panneaux en bois coulissants inspirés des shōji de l'architecture japonaise traditionnelle, et des baies vitrées qui intègrent la nature environnante dans l'espace de vie intérieur. Refusé par les autorités urbanistes municipales locales pour cause de plans et méthodes de construction jugés trop radicaux pour l'époque, son permis de construire est finalement accepté sous forme de permis temporaire suspendable à tout moment, après un long et complexe travail de négociation acharné. La maison est construite entre 1921 et 1922 par Schindler et Chace qui réalisent la plupart des travaux par eux-mêmes, et vivent sur place avec leurs familles en se partageant les lieux. Clyde et son épouse Marian Chace déménagent en Floride en 1924, remplacés en 1925 par un nouveau couple d'ami, Richard Neutra, qui y emménage avec sa famille jusqu'en 1930. Ce chef-d'œuvre architectural expérimental d'avant-garde pour l'époque, considéré par certains comme la première maison moderne de l'histoire de l'architecture, initie les importantes carrières d'architecte de Rudolf Schindler et Richard Neutra en temps qu'importants représentants historiques des mouvements moderne et architecture californienne moderne en Californie, aux États-Unis, et dans le monde.

## Musée
L'association des « amis de la maison Schindler (FOSH) » achètent et font restaurer la propriété en 1980, après la disparition du couple Schindler qui y ont vécu toute leur vie. La maison est ouverte en musée public par le Centre MAK d'art et d'architecture.

## Distinctions
- Registre national des lieux historiques des États-Unis.
- Considérée par certains comme la première maison moderne de l'histoire de l'architecture.
- Liste des 10 meilleures maisons de tous les temps de Los Angeles par le Los Angeles Times en 2008.